# Хам Аліна Єгорівна
Хам Аліна Єгорівна (16 січня 1959) — радянська хокеїстка на траві.
Бронзова призерка Олімпійських Ігор 1980 року.